# Municipio de Richland (condado de DeKalb)
El municipio de Richland (en inglés: Richland Township) es un municipio ubicado en el condado de DeKalb en el estado estadounidense de Indiana. En el año 2010 tenía una población de 1333 habitantes y una densidad poblacional de 21,83 personas por km².

## Geografía
El municipio de Richland se encuentra ubicado en las coordenadas 41°24′24″N 85°8′6″O / 41.40667, -85.13500. Según la Oficina del Censo de los Estados Unidos, el municipio tiene una superficie total de 61.07 km², de la cual 60,86 km² corresponden a tierra firme y (0,35 %) 0,21 km² es agua.

## Demografía
Según el censo de 2010, había 1333 personas residiendo en el municipio de Richland. La densidad de población era de 21,83 hab./km². De los 1333 habitantes, el municipio de Richland estaba compuesto por el 97,37 % blancos, el 0,23 % eran afroamericanos, el 0,08 % eran amerindios, el 0,38 % eran asiáticos, el 1,2 % eran de otras razas y el 0,75 % eran de una mezcla de razas. Del total de la población el 2,33 % eran hispanos o latinos de cualquier raza.